# Septième district congressionnel du Maryland
Le 7e district congressionnel du Maryland est un district de l'État américain du Maryland, il englobe presque toute la ville de Baltimore et une partie du Comté de Baltimore. Le district a été créé à la suite du recensement de 1790, qui a donné au Maryland un Représentant supplémentaire à la Chambre. Il a été aboli en 1843 mais a été restauré en 1950 en tant que district de l'ouest de Baltimore. Il est désigné comme un district à majorité afro-américaine depuis 1973. Le Démocrate Kweisi Mfume est le Représentant actuel, remportant une élection spéciale le 28 avril 2020, pour terminer le mandat d'Elijah Cummings, décédé en octobre 2019. Mfume avait précédemment occupé le siège de 1987 à 1996.

## Géographie
| #   | County             | Seat               | Population |
| --- | ------------------ | ------------------ | ---------- |
| 5   | Comté de Baltimore | Towson             | 844 703    |
| 510 | Ville de Baltimore | Ville de Baltimore | 576 498    |

### Villes de 10 000 habitants ou plus
- Baltimore - 576 498
- Dundalk - 67 796
- Catonsville - 44 701
- Woodlawn - 39 986
- Milford Mill - 30 622
- Lochearn - 25 511
- Arbutus - 21 655
- Rosedale - 19 961

### Villes de 2 500 à 10 000 habitants
- Edgemere - 9 069
- Lansdowne - 9 004
- Baltimore Highlands - 7 740

## Historique de vote
| Année | Poste     | Résultats               |
| ----- | --------- | ----------------------- |
| 2000  | Président | Gore 84,0 % - 14,0 %    |
| 2004  | Président | Kerry 73,0 % - 26,0 %   |
| 2008  | Président | Obama 78,0 % - 19,0 %   |
| 2012  | Président | Obama 76,0 % - 22,0 %   |
| 2016  | Président | Clinton 74,0 % - 22,0 % |
| 2020  | Président | Biden 78,0 % - 20,0 %   |

## Liste des Représentants du district
| Membre                                          | Parti                            | Années                           | Congrès     | Histoire électorale | Zone géographique |
| ----------------------------------------------- | -------------------------------- | -------------------------------- | ----------- | --- | ----------------- |
| District établi le 4 mars 1793                  |                                  |                                  |             | |                   |
| William Hindman (en)                            | Pro Administration               | 4 mars 1793 - 3 mars 1795        | 3e - 5e     | Redécoupage depuis le 2e district et réélu en 1792. Réélu en 1794. Réélu en 1796. perd sa réélection. | 1793–1803         |
| William Hindman (en)                            | Fédéraliste                      | 4 mars 1795 - 3 mars 1799        | 3e - 5e     | Redécoupage depuis le 2e district et réélu en 1792. Réélu en 1794. Réélu en 1796. perd sa réélection. | 1793–1803         |
| Joseph H. Nicholson (en)                        | républicain-démocrate            | 4 mars 1799 - 1er mars 1806      | 6e - 9e     | Élu en 1798. Réélu en 1801. Réélu en 1803. Réélu en 1804. Démissionne. | 1793–1803         |
| 1803–1813                                       |                                  |                                  | 6e - 9e     | Élu en 1798. Réélu en 1801. Réélu en 1803. Réélu en 1804. Démissionne. |                   |
| Vacant                                          | Vacant                           | 1er mars 1806 - 3 décembre 1806  | 9e          | |                   |
| Edward Lloyd (en)                               | Républicain-Démocrate            | 3 décembre 1806 - 3 mars 1809    | 9e, 10e     | Élu pour terminer le mandat de Nicholson. Réélu en 1808. Retrait. |                   |
| John Brown (en)                                 | Républicain-Démocrate            | 4 mars 1809 - 1810               | 11e         | Élu en 1808. Réélu en 1810. Démissionne pour devenir Greffier de la Court du Comté de Queen Anne. |                   |
| Vacant                                          | Vacant                           | 1810 - 29 novembre 1810          | 11e         | |                   |
| Robert Wright (en)                              | Républicain-Démocrate            | 29 novembre 1810 - 3 mars 1817   | 11e - 14e   | Élu pour terminer le mandat de Brown. Réélu en 1812. Réélu en 1814. Retrait. |                   |
| 1813–1823                                       |                                  |                                  | 11e - 14e   | Élu pour terminer le mandat de Brown. Réélu en 1812. Réélu en 1814. Retrait. |                   |
| Thomas Culbreth (en)                            | Républicain-Démocrate            | 4 mars 1817 - 3 mars 1821        | 15e, 16e    | Élu en 1816. Réélu en 1818. perd sa réélection. |                   |
| Robert Wright (en)                              | Républicain-Démocrate            | 4 mars 1821 - 3 mars 1823        | 17e         | Élu en 1820. Retrait. |                   |
| William Hayward Jr. (en)                        | Républicain-Démocrate (Crawford) | 4 mars 1823 - 3 mars 1825        | 18e         | Élu en 1822. Retrait. | 1823–1833         |
| John Leeds Kerr (en)                            | Anti-Jacksonien                  | 4 mars 1825 - 3 mars 1829        | 19e, 20e    | Élu en 1824. Réélu en 1826. perd sa réélection. | 1823–1833         |
| Richard Spencer (en)                            | Jacksonien (en)                  | 4 mars 1829 - 3 mars 1831        | 21e         | Élu en 1829. perd sa réélection. | 1823–1833         |
| John Leeds Kerr (en)                            | Anti-Jacksonien                  | 4 mars 1831 - 3 mars 1833        | 22e         | Élu en 1831. | 1823–1833         |
| Francis Thomas (en)                             | Jacksonien (en)                  | 4 mars 1833 - 3 mars 1835        | 23e         | Redécoupage depuis le 4e district et réélu en 1833. Redécoupage vers le 6e district. | 1833–1843         |
| Daniel Jennifer (en)                            | Anti-Jacksonien                  | 4 mars 1835 - 3 mars 1837        | 24e         | Élu en 1835. Réélu en 1837. Réélu en 1839. | 1833–1843         |
| Daniel Jennifer (en)                            | Whig                             | 4 mars 1837 - 3 mars 1841        | 25e, 26e    | Élu en 1835. Réélu en 1837. Réélu en 1839. | 1833–1843         |
| Augustus R. Sollers (en)                        | Whig                             | 4 mars 1841 - 3 mars 1843        | 27e         | Élu en 1841. | 1833–1843         |
| District supprimé après le recensement de 1840. |                                  |                                  |             | |                   |
| District rétabli après le recensement de 1950.  |                                  |                                  |             | |                   |
| Samuel Friedel (en)                             | Démocrate                        | 3 janvier 1953 - 3 janvier 1971  | 83e - 91e   | Élu en 1952. Réélu en 1954. Réélu en 1956. Réélu en 1958. Réélu en 1960. Réélu en 1962. Réélu en 1964. Réélu en 1966. Réélu en 1968. perd sa renomination.                                                                       | 1953–1963         |
| 1963–1973                                       |                                  |                                  | 83e - 91e   | Élu en 1952. Réélu en 1954. Réélu en 1956. Réélu en 1958. Réélu en 1960. Réélu en 1962. Réélu en 1964. Réélu en 1966. Réélu en 1968. perd sa renomination.                                                                       |                   |
| Parren Mitchell                                 | Démocrate                        | 3 janvier 1971 - 3 janvier 1987  | 92e - 100e  | Élu en 1970. Réélu en 1972. Réélu en 1974. Réélu en 1976. Réélu en 1978. Réélu en 1980. Réélu en 1982. Réélu en 1984. Retrait pour se présenter comme Lieutenant-Gouverneur du Maryland.                                         |                   |
| Parren Mitchell                                 | Démocrate                        | 3 janvier 1971 - 3 janvier 1987  | 92e - 100e  | Élu en 1970. Réélu en 1972. Réélu en 1974. Réélu en 1976. Réélu en 1978. Réélu en 1980. Réélu en 1982. Réélu en 1984. Retrait pour se présenter comme Lieutenant-Gouverneur du Maryland.                                         | 1973–1983         |
| Parren Mitchell                                 | Démocrate                        | 3 janvier 1971 - 3 janvier 1987  | 92e - 100e  | Élu en 1970. Réélu en 1972. Réélu en 1974. Réélu en 1976. Réélu en 1978. Réélu en 1980. Réélu en 1982. Réélu en 1984. Retrait pour se présenter comme Lieutenant-Gouverneur du Maryland.                                         | 1983–1993         |
| Kweisi Mfume                                    | Démocrate                        | 3 janvier 1987 - 15 février 1996 | 101e - 104e | Élu en 1986. Réélu en 1988. Réélu en 1990. Réélu en 1992. Réélu en 1994. Démissionne pour devenir le PDG du NAACP |                   |
| Kweisi Mfume                                    | Démocrate                        | 3 janvier 1987 - 15 février 1996 | 101e - 104e | Élu en 1986. Réélu en 1988. Réélu en 1990. Réélu en 1992. Réélu en 1994. Démissionne pour devenir le PDG du NAACP | 1993–2003         |
| Vacant                                          | Vacant                           | 15 février 1996 - 16 avril 1996  | 104e        | |                   |
| Elijah Cummings                                 | Démocrate                        | 16 avril 1996 - 17 octobre 2019  | 104e - 116e | Élu pour terminer le mandat de Mfume. Réélu en 1996. Réélu en 1998. Réélu en 2000. Réélu en 2002. Réélu en 2004. Réélu en 2006. Réélu en 2008. Réélu en 2010. Réélu en 2012. Réélu en 2014. Réélu en 2016. Réélu en 2018. Décès. |                   |
| Elijah Cummings                                 | Démocrate                        | 16 avril 1996 - 17 octobre 2019  | 104e - 116e | Élu pour terminer le mandat de Mfume. Réélu en 1996. Réélu en 1998. Réélu en 2000. Réélu en 2002. Réélu en 2004. Réélu en 2006. Réélu en 2008. Réélu en 2010. Réélu en 2012. Réélu en 2014. Réélu en 2016. Réélu en 2018. Décès. | 2003–2013         |
| Elijah Cummings                                 | Démocrate                        | 16 avril 1996 - 17 octobre 2019  | 104e - 116e | Élu pour terminer le mandat de Mfume. Réélu en 1996. Réélu en 1998. Réélu en 2000. Réélu en 2002. Réélu en 2004. Réélu en 2006. Réélu en 2008. Réélu en 2010. Réélu en 2012. Réélu en 2014. Réélu en 2016. Réélu en 2018. Décès. | 2013–2023         |
| Vacant                                          | Vacant                           | 17 octobre 2019 - 5 mai 2020     | 116e        | |                   |
| Kweisi Mfume                                    | Démocrate                        | 5 mai 2020 - Présent             | 116e - 118e | Élu pour terminer le mandat de Cummings. Réélu en 2020. Réélu en 2022. |                   |
| Kweisi Mfume                                    | Démocrate                        | 5 mai 2020 - Présent             | 116e - 118e | Élu pour terminer le mandat de Cummings. Réélu en 2020. Réélu en 2022. | 2023–Présent      |

## Résultats des récentes élections
Voici les résultats des dix précédents cycles électoraux dans le district.

### 2004
| Élection de 2004 du 7e district congressionnel du Maryland | Élection de 2004 du 7e district congressionnel du Maryland | Élection de 2004 du 7e district congressionnel du Maryland | Élection de 2004 du 7e district congressionnel du Maryland | Élection de 2004 du 7e district congressionnel du Maryland |
| ---------------------------------------------------------- | ---------------------------------------------------------- | ---------------------------------------------------------- | ---------------------------------------------------------- | ---------------------------------------------------------- |
| Parti                                                      | Parti                                                      | Candidat                                                   | Votes                                                      | %                                                          |
|                                                            | Démocrate                                                  | Elijah Cummings (sortant)                                  | 179 189                                                    | 73,4                                                       |
|                                                            | Républicain                                                | Tony Salazar                                               | 60 102                                                     | 26,4                                                       |
|                                                            | Vert                                                       | Virginia Rodino                                            | 4 727                                                      | 1,9                                                        |
| Total des votes                                            | Total des votes                                            | Total des votes                                            | 244 018                                                    | 100 %                                                      |
|                                                            | Les Démocrates conservent                                  |                                                            |                                                            |                                                            |

### 2006
| Élection de 2006 du 7e district congressionnel du Maryland | Élection de 2006 du 7e district congressionnel du Maryland | Élection de 2006 du 7e district congressionnel du Maryland | Élection de 2006 du 7e district congressionnel du Maryland | Élection de 2006 du 7e district congressionnel du Maryland |
| ---------------------------------------------------------- | ---------------------------------------------------------- | ---------------------------------------------------------- | ---------------------------------------------------------- | ---------------------------------------------------------- |
| Parti                                                      | Parti                                                      | Candidat                                                   | Votes                                                      | %                                                          |
|                                                            | Démocrate                                                  | Elijah Cummings (sortant)                                  | 158 830                                                    | 98,1                                                       |
|                                                            | Write-In                                                   | Write-In                                                   | 3 147                                                      | 1,9                                                        |
| Total des votes                                            | Total des votes                                            | Total des votes                                            | 161 977                                                    | 100 %                                                      |
|                                                            | Les Démocrates conservent                                  |                                                            |                                                            |                                                            |

### 2008
| Élection de 2008 du 7e district congressionnel du Maryland | Élection de 2008 du 7e district congressionnel du Maryland | Élection de 2008 du 7e district congressionnel du Maryland | Élection de 2008 du 7e district congressionnel du Maryland | Élection de 2008 du 7e district congressionnel du Maryland |
| ---------------------------------------------------------- | ---------------------------------------------------------- | ---------------------------------------------------------- | ---------------------------------------------------------- | ---------------------------------------------------------- |
| Parti                                                      | Parti                                                      | Candidat                                                   | Votes                                                      | %                                                          |
|                                                            | Démocrate                                                  | Elijah Cummings (sortant)                                  | 227 379                                                    | 79,5                                                       |
|                                                            | Républicain                                                | Michael Hargadon                                           | 53 147                                                     | 18,6                                                       |
|                                                            | Libertarien                                                | Ronald Owens-Bey                                           | 4 727                                                      | 1,8                                                        |
|                                                            | Write-In                                                   | Write-In                                                   | 280                                                        | 0,1                                                        |
| Total des votes                                            | Total des votes                                            | Total des votes                                            | 286 020                                                    | 100 %                                                      |
|                                                            | Les Démocrates conservent                                  |                                                            |                                                            |                                                            |

### 2010
| Élection de 2010 du 7e district congressionnel du Maryland | Élection de 2010 du 7e district congressionnel du Maryland | Élection de 2010 du 7e district congressionnel du Maryland | Élection de 2010 du 7e district congressionnel du Maryland | Élection de 2010 du 7e district congressionnel du Maryland |
| ---------------------------------------------------------- | ---------------------------------------------------------- | ---------------------------------------------------------- | ---------------------------------------------------------- | ---------------------------------------------------------- |
| Parti                                                      | Parti                                                      | Candidat                                                   | Votes                                                      | %                                                          |
|                                                            | Démocrate                                                  | Elijah Cummings (sortant)                                  | 152 669                                                    | 75,2                                                       |
|                                                            | Républicain                                                | Frank Mirabile                                             | 46 375                                                     | 22,8                                                       |
|                                                            | Libertarien                                                | Scott Spencer                                              | 3 814                                                      | 1,9                                                        |
|                                                            | Write-In                                                   | Write-In                                                   | 210                                                        | 0,1                                                        |
| Total des votes                                            | Total des votes                                            | Total des votes                                            | 203 068                                                    | 100 %                                                      |
|                                                            | Les Démocrates conservent                                  |                                                            |                                                            |                                                            |

### 2012
| Élection de 2012 du 7e district congressionnel du Maryland | Élection de 2012 du 7e district congressionnel du Maryland | Élection de 2012 du 7e district congressionnel du Maryland | Élection de 2012 du 7e district congressionnel du Maryland | Élection de 2012 du 7e district congressionnel du Maryland |
| ---------------------------------------------------------- | ---------------------------------------------------------- | ---------------------------------------------------------- | ---------------------------------------------------------- | ---------------------------------------------------------- |
| Parti                                                      | Parti                                                      | Candidat                                                   | Votes                                                      | %                                                          |
|                                                            | Démocrate                                                  | Elijah Cummings (sortant)                                  | 247 770                                                    | 76,5                                                       |
|                                                            | Républicain                                                | Frank Mirabile                                             | 67 405                                                     | 20,8                                                       |
|                                                            | Libertarien                                                | Ronald M. Owens-Bey                                        | 8 211                                                      | 2,5                                                        |
|                                                            | N/A                                                        | Write-In                                                   | 432                                                        | 0,1                                                        |
| Total des votes                                            | Total des votes                                            | Total des votes                                            | 323 818                                                    | 100 %                                                      |
|                                                            | Les Démocrates conservent                                  |                                                            |                                                            |                                                            |

### 2014
| Élection de 2014 du 7e district congressionnel du Maryland | Élection de 2014 du 7e district congressionnel du Maryland | Élection de 2014 du 7e district congressionnel du Maryland | Élection de 2014 du 7e district congressionnel du Maryland | Élection de 2014 du 7e district congressionnel du Maryland |
| ---------------------------------------------------------- | ---------------------------------------------------------- | ---------------------------------------------------------- | ---------------------------------------------------------- | ---------------------------------------------------------- |
| Parti                                                      | Parti                                                      | Candidat                                                   | Votes                                                      | %                                                          |
|                                                            | Démocrate                                                  | Elijah Cummings (sortant)                                  | 144 639                                                    | 69,7                                                       |
|                                                            | Républicain                                                | Corrogan R. Vaughn                                         | 55 860                                                     | 27,2                                                       |
|                                                            | Libertarien                                                | Scott Soffen                                               | 6 103                                                      | 3,0                                                        |
|                                                            | N/A                                                        | Write-In                                                   | 207                                                        | 0,1                                                        |
| Total des votes                                            | Total des votes                                            | Total des votes                                            | 206 809                                                    | 100 %                                                      |
|                                                            | Les Démocrates conservent                                  |                                                            |                                                            |                                                            |

### 2016
| Élection de 2016 du 7e district congressionnel du Maryland | Élection de 2016 du 7e district congressionnel du Maryland | Élection de 2016 du 7e district congressionnel du Maryland | Élection de 2016 du 7e district congressionnel du Maryland | Élection de 2016 du 7e district congressionnel du Maryland |
| ---------------------------------------------------------- | ---------------------------------------------------------- | ---------------------------------------------------------- | ---------------------------------------------------------- | ---------------------------------------------------------- |
| Parti                                                      | Parti                                                      | Candidat                                                   | Votes                                                      | %                                                          |
|                                                            | Démocrate                                                  | Elijah Cummings (sortant)                                  | 238 838                                                    | 74,9                                                       |
|                                                            | Républicain                                                | Corrogan R. Vaughn                                         | 69 556                                                     | 21,8                                                       |
|                                                            | Vert                                                       | Myles B. Hoenig                                            | 9 715                                                      | 3,0                                                        |
|                                                            | N/A                                                        | Write-In                                                   | 601                                                        | 0,2                                                        |
|                                                            | Républicain                                                | Wayne T. Newton (write-in)                                 | 202                                                        | 0,1                                                        |
| Total des votes                                            | Total des votes                                            | Total des votes                                            | 318 912                                                    | 100 %                                                      |
|                                                            | Les Démocrates conservent                                  |                                                            |                                                            |                                                            |

### 2018
| Élection de 2018 du 7e district congressionnel du Maryland | Élection de 2018 du 7e district congressionnel du Maryland | Élection de 2018 du 7e district congressionnel du Maryland | Élection de 2018 du 7e district congressionnel du Maryland | Élection de 2018 du 7e district congressionnel du Maryland |
| ---------------------------------------------------------- | ---------------------------------------------------------- | ---------------------------------------------------------- | ---------------------------------------------------------- | ---------------------------------------------------------- |
| Parti                                                      | Parti                                                      | Candidat                                                   | Votes                                                      | %                                                          |
|                                                            | Démocrate                                                  | Elijah Cummings (sortant)                                  | 202 345                                                    | 76,4                                                       |
|                                                            | Républicain                                                | Richmond Davis                                             | 56 266                                                     | 21,3                                                       |
|                                                            | Libertarien                                                | David Griggs                                               | 5 827                                                      | 2,2                                                        |
|                                                            | N/A                                                        | Write-In                                                   | 272                                                        | 0,1                                                        |
| Total des votes                                            | Total des votes                                            | Total des votes                                            | 264 710                                                    | 100 %                                                      |
|                                                            | Les Démocrates conservent                                  |                                                            |                                                            |                                                            |

### 2020
| Élection de 2020 du 7e district congressionnel du Maryland | Élection de 2020 du 7e district congressionnel du Maryland | Élection de 2020 du 7e district congressionnel du Maryland | Élection de 2020 du 7e district congressionnel du Maryland | Élection de 2020 du 7e district congressionnel du Maryland |
| ---------------------------------------------------------- | ---------------------------------------------------------- | ---------------------------------------------------------- | ---------------------------------------------------------- | ---------------------------------------------------------- |
| Parti                                                      | Parti                                                      | Candidat                                                   | Votes                                                      | %                                                          |
|                                                            | Démocrate                                                  | Kweisi Mfume                                               | 111 955                                                    | 73,8                                                       |
|                                                            | Républicain                                                | Kimberly Klacik                                            | 38 102                                                     | 25,1                                                       |
|                                                            | Indépendant                                                | Autres (write-in)                                          | 1 660                                                      | 1,1                                                        |
|                                                            | Indépendant                                                | Peter James (write-in)                                     | 1                                                          | 0,0                                                        |
| Total des votes                                            | Total des votes                                            | Total des votes                                            | 151 718                                                    | 100 %                                                      |
|                                                            | Les Démocrates conservent                                  |                                                            |                                                            |                                                            |

### 2022
| Primaire démocrate de 2022 du 7e district congressionnel du Maryland | Primaire démocrate de 2022 du 7e district congressionnel du Maryland | Primaire démocrate de 2022 du 7e district congressionnel du Maryland | Primaire démocrate de 2022 du 7e district congressionnel du Maryland | Primaire démocrate de 2022 du 7e district congressionnel du Maryland |
| -------------------------------------------------------------------- | -------------------------------------------------------------------- | -------------------------------------------------------------------- | -------------------------------------------------------------------- | -------------------------------------------------------------------- |
| Parti                                                                | Parti                                                                | Candidat                                                             | Votes                                                                | %                                                                    |
|                                                                      | Démocrate                                                            | Kweisi Mfume (sortant)                                               | 80 118                                                               | 85,2                                                                 |
|                                                                      | Démocrate                                                            | Tashi Davis                                                          | 7 141                                                                | 7,6                                                                  |
|                                                                      | Démocrate                                                            | Wayne McNeal                                                         | 4 890                                                                | 5,2                                                                  |
|                                                                      | Démocrate                                                            | Elihu Eli El                                                         | 1 885                                                                | 2,0                                                                  |

| Primaire républicaine de 2022 du 7e district congressionnel du Maryland | Primaire républicaine de 2022 du 7e district congressionnel du Maryland | Primaire républicaine de 2022 du 7e district congressionnel du Maryland | Primaire républicaine de 2022 du 7e district congressionnel du Maryland | Primaire républicaine de 2022 du 7e district congressionnel du Maryland |
| ----------------------------------------------------------------------- | ----------------------------------------------------------------------- | ----------------------------------------------------------------------- | ----------------------------------------------------------------------- | ----------------------------------------------------------------------- |
| Parti                                                                   | Parti                                                                   | Candidat                                                                | Votes                                                                   | %                                                                       |
|                                                                         | Républicain                                                             | Scott M. Collier                                                        | 2 873                                                                   | 34,6                                                                    |
|                                                                         | Républicain                                                             | Lorrie Sigley                                                           | 2 245                                                                   | 27,1                                                                    |
|                                                                         | Républicain                                                             | Michael Pearson                                                         | 1 906                                                                   | 23,0                                                                    |
|                                                                         | Républicain                                                             | Ray Bly                                                                 | 1 271                                                                   | 15,3                                                                    |

| Élection de 2022 du 7e district congressionnel du Maryland | Élection de 2022 du 7e district congressionnel du Maryland | Élection de 2022 du 7e district congressionnel du Maryland | Élection de 2022 du 7e district congressionnel du Maryland | Élection de 2022 du 7e district congressionnel du Maryland |
| ---------------------------------------------------------- | ---------------------------------------------------------- | ---------------------------------------------------------- | ---------------------------------------------------------- | ---------------------------------------------------------- |
| Parti                                                      | Parti                                                      | Candidat                                                   | Votes                                                      | %                                                          |
|                                                            | Démocrate                                                  | Kweisi Mfume (sortant)                                     | 151 640                                                    | 82,1                                                       |
|                                                            | Républicain                                                | Scott M. Collier                                           | 32 737                                                     | 17,7                                                       |
|                                                            | Write-In                                                   | Write-In                                                   | 424                                                        | 0,2                                                        |
| Total des votes                                            | Total des votes                                            | Total des votes                                            | 184 801                                                    | 100 %                                                      |
|                                                            | Les Démocrates conservent                                  |                                                            |                                                            |                                                            |

### 2024
| Primaire démocrate de 2024 du 7e district congressionnel du Maryland | Primaire démocrate de 2024 du 7e district congressionnel du Maryland | Primaire démocrate de 2024 du 7e district congressionnel du Maryland | Primaire démocrate de 2024 du 7e district congressionnel du Maryland | Primaire démocrate de 2024 du 7e district congressionnel du Maryland |
| -------------------------------------------------------------------- | -------------------------------------------------------------------- | -------------------------------------------------------------------- | -------------------------------------------------------------------- | -------------------------------------------------------------------- |
| Parti                                                                | Parti                                                                | Candidat                                                             | Votes                                                                | %                                                                    |
|                                                                      | Démocrate                                                            | Kweisi Mfume (sortant)                                               | 88 727                                                               | 88,4                                                                 |
|                                                                      | Démocrate                                                            | Tashi Davis                                                          | 11 640                                                               | 11,6                                                                 |

| Primaire républicaine de 2024 du 7e district congressionnel du Maryland | Primaire républicaine de 2024 du 7e district congressionnel du Maryland | Primaire républicaine de 2024 du 7e district congressionnel du Maryland | Primaire républicaine de 2024 du 7e district congressionnel du Maryland | Primaire républicaine de 2024 du 7e district congressionnel du Maryland |
| ----------------------------------------------------------------------- | ----------------------------------------------------------------------- | ----------------------------------------------------------------------- | ----------------------------------------------------------------------- | ----------------------------------------------------------------------- |
| Parti                                                                   | Parti                                                                   | Candidat                                                                | Votes                                                                   | %                                                                       |
|                                                                         | Républicain                                                             | Scott M. Collier                                                        | 4 289                                                                   | 47,4                                                                    |
|                                                                         | Républicain                                                             | Wayne McNeal                                                            | 2 804                                                                   | 31,0                                                                    |
|                                                                         | Républicain                                                             | Lorrie Sigley                                                           | 1 951                                                                   | 21,6                                                                    |

| Élection de 2024 du 7e district congressionnel du Maryland | Élection de 2024 du 7e district congressionnel du Maryland | Élection de 2024 du 7e district congressionnel du Maryland | Élection de 2024 du 7e district congressionnel du Maryland | Élection de 2024 du 7e district congressionnel du Maryland |
| ---------------------------------------------------------- | ---------------------------------------------------------- | ---------------------------------------------------------- | ---------------------------------------------------------- | ---------------------------------------------------------- |
| Parti                                                      | Parti                                                      | Candidat                                                   | Votes                                                      | %                                                          |
|                                                            | Démocrate                                                  | Kweisi Mfume (sortant)                                     | 232 849                                                    | 80,3                                                       |
|                                                            | Républicain                                                | Scott M. Collier                                           | 49 799                                                     | 17,2                                                       |
|                                                            | Libertarien                                                | Ronald Owens-Bey                                           | 6840                                                       | 2,4                                                        |
|                                                            | Write-In                                                   | Write-In                                                   | 649                                                        | 0,2                                                        |
| Total des votes                                            | Total des votes                                            | Total des votes                                            | 290 137                                                    | 100 %                                                      |
|                                                            | Les Démocrates conservent                                  |                                                            |                                                            |                                                            |